# Francis Wey

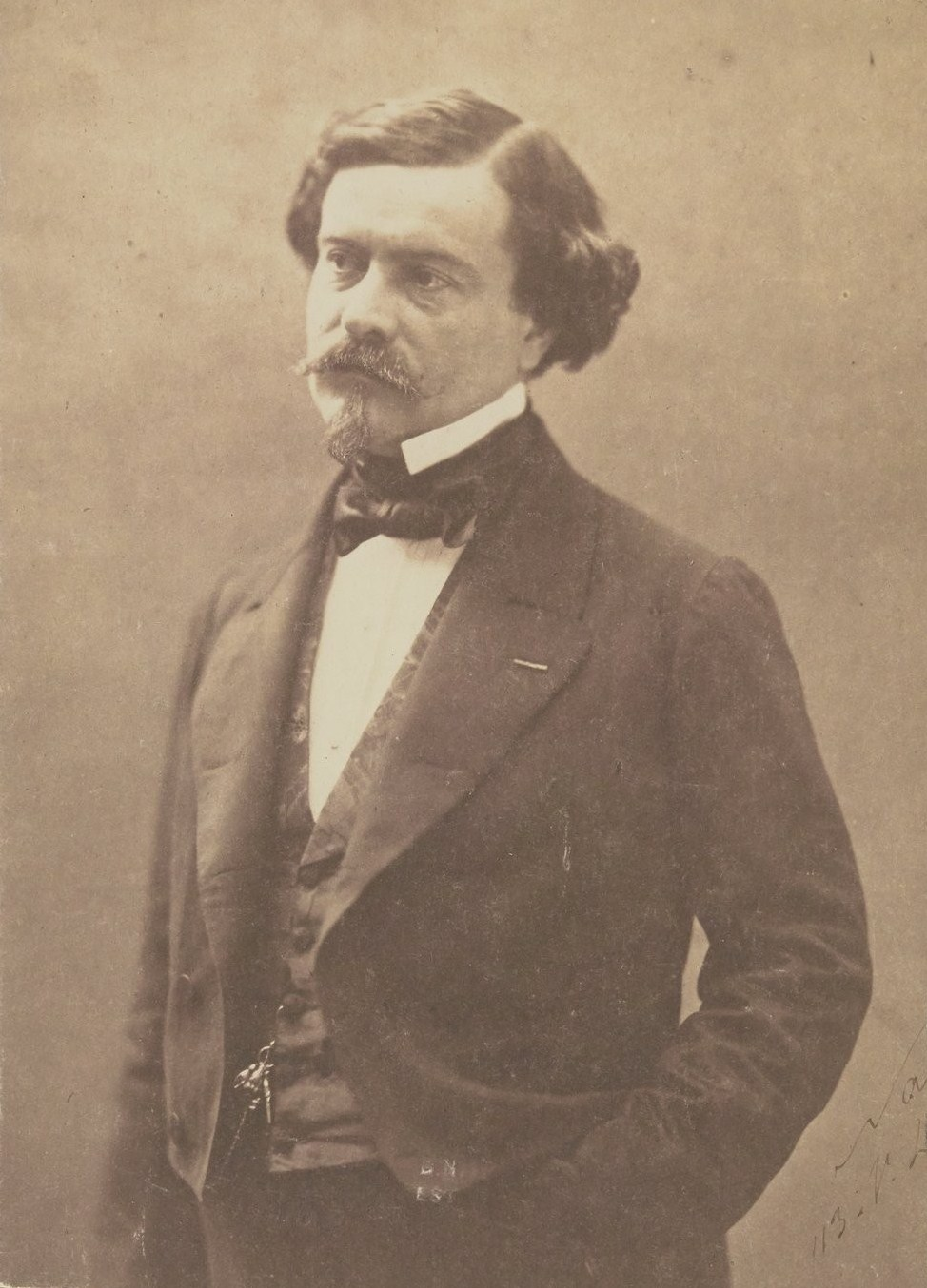
Francis Wey

Francis  Wey (* 12. August 1812 in Besançon; † 9. März 1882 in Paris) war ein französischer Archivar, Literat, Kunstkritiker und Romanist.

## Leben und Werk
Wey ging 1830 nach Paris, machte dort 1833 Abitur und schloss 1837 die École des Chartes mit dem Diplom ab. Er hatte keine Anstellung, bis er 1853 Inspekteur des Departementsarchivs Paris wurde. Wey war mit Charles Nodier befreundet und Bekannter von Victor Hugo, Gérard de Nerval und Théophile Gautier. Er machte sich einen Namen mit Romanen, Theaterstücken, Reiseberichten, Kunstkritiken und Arbeiten über die französische Sprache. Er gilt als der erste Kritiker der künstlerischen Fotografie.

Weys Buch Histoire des révolutions du langage en France (Paris 1848) ist auf 500 Seiten eine Geschichte der französischen Sprache und Grammatikographie von den Anfängen bis zum 17. Jahrhundert. Im Vorwort zu seiner Sammlung von Remarques sur la langue française au dix-neuvième siècle, sur le style et la composition littéraire (Paris 1845) analysiert er die «crise du français» unter erstmaliger Benutzung des Terminus, der lange die öffentliche Sprachdiskussion in Frankreich bestimmen sollte.

## Schriften (Auswahl)
- Vie de Charles Nodier, de l'Académie française, Paris 1844
- Remarques sur la langue française au dix-neuvième siècle, sur le style et la composition littéraire. 2 Bände, Paris 1845
- Histoire des révolutions du langage en France. Paris 1848
- Manuel des droits et des devoirs. Dictionnaire démocratique, Paris 1848
- Les Anglais chez eux. Esquisses de moeurs et de voyage, Paris 1854, 1861
- Londres il y a cent ans, 1859, 1861
- Dick Moon en France. Journal d'un Anglais de Paris, Paris 1862
- La Haute Savoie. Récits de voyage et d'histoire, Paris 1865, 1979
- Exposition des oeuvres d'Hippolyte Bellangé à École impériale des beaux-arts. Étude biographique, Paris 1867
- Chronique du siège de Paris 1870-1871, Paris 1871
- Rome. Descriptions et souvenirs, Paris 1872
- I Musei del Vaticano, Mailand 1874, 4. Auflage 1897
- mit Victor-Adolphe Malte-Brun: Le Nord et la Picardie vus au milieu du XIXe siècle, Paris 1982 (Text von 1853)
- Notre maître-peintre Gustave Courbet. Introduction et notes de Frédérique Desbuissons, La Rochelle 2007